# 実相院 (中野区)
実相院（じっそういん）は、東京都中野区にある真言宗豊山派の寺院。

## 概要
1352年（正平7年）、矢島氏の開基である。矢島氏は新田政義の三男矢島信氏の子孫であり、宗良親王を奉じて南朝方として、北朝方の室町幕府と戦っていた。しかし敗北を喫し、当地に落ち延びたのが起源とされている。
矢島氏の菩提寺だったことから、別名「矢島寺」と呼ばれており、現在でも檀家の半数以上が矢島姓だという。
当寺の寺勢は浮き沈みが激しく、幾度も中興を繰り返している。明治以降も梅照院の兼務寺になったこともある。

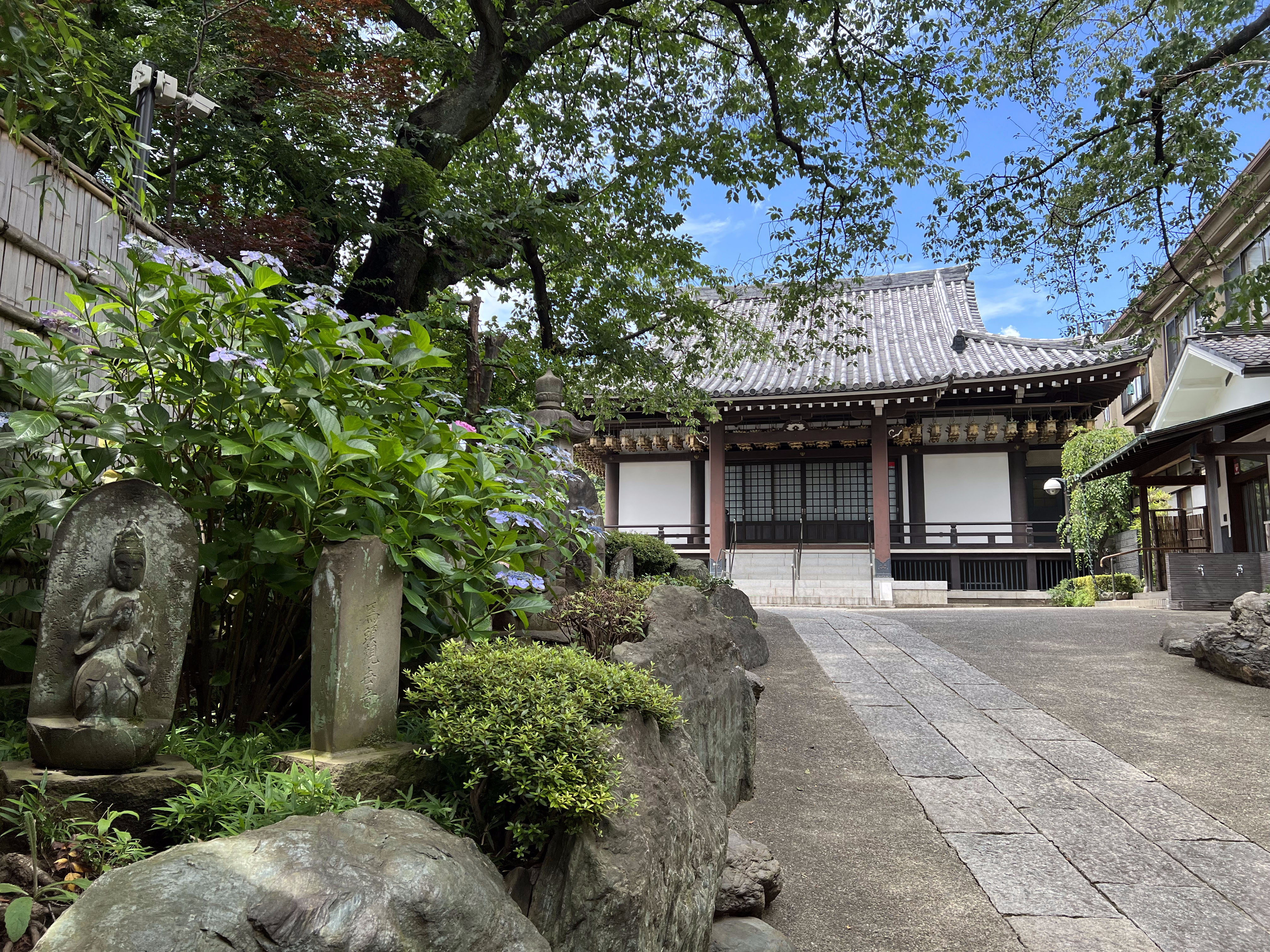
本堂

## 交通アクセス
- 西武新宿線沼袋駅より徒歩5分。